# Considera
Considera è un singolo del duo musicale italiano Colapesce Dimartino, pubblicato il 16 giugno 2023 come terzo estratto dal secondo album in studio Lux Eterna Beach.

## Descrizione
Il brano, scritto e composto dai due artisti, è stato raccontato attraverso un comunicato stampa:
(Colapesce Dimartino)

## Promozione
Il 15 giugno 2023 il duo ha pubblicato un cortometraggio di 5 minuti Tutta la verità sulle canzoni dell'estate, realizzato da Ground's Oranges e prodotto da Numero Uno/Sony Music Italy, in cui i due artisti ironizzano sul concetto di  tormentone estivo. Nel video appaiono in due differenti cameo i cantanti Max Pezzali ed Elodie.

## Accoglienza
Newsic.it assegna al brano un punteggio di 7,25 su 10, scrivendo che «il risultato è centrato», poiché il brano si presenta «leggero, con liriche non banali» mantenendo «una forma ben definita e soprattutto non stufare al secondo ascolto».

## Video musicale
Il video visual, diretto da Zavvo Nicolosi e Giovanni Tomaselli, è stato reso disponibile in concomitanza con il lancio del singolo attraverso il canale YouTube del duo.

## Tracce
Testi e musiche di Colapesce e Dimartino.
1. Considera – 3:28

## Classifiche
| Classifica (2023) | Posizione massima |
| ----------------- | ----------------- |
| Italia (airplay)  | 34                |